# Aéroport régional du Northwest Terrace-Kitimat
L'aéroport régional du Northwest Terrace-Kitimat, couramment appelé aéroport de Terrace, en anglais, Northwest Regional Airport Terrace-Kitimat (code IATA : YXT • code OACI : CYXT) se situe à Terrace, ville canadienne de Colombie-Britannique à proximité de la ville de Kitimat. Il offre des vols réguliers à destination de Vancouver, Prince George et Calgary. En 2023, il accueille 285 000 passagers.

## Situation
L'aéroport se situe sur le territoire de la municipalité de Terrace dans le district régional de Kitimat-Stikine de la province canadienne de Colombie-Britannique. L'accès se fait par la route provinciale BC 37. L'aéroport est distant de 8 km du centre ville de Terrace et de 56 km de Kitimat qui sont les deux principales localités desservies. Les localités de Thornhill et du lac Lakelse le voisinent respectivement au nord et au sud. Il occupe un seuil, à 217 m d'altitude, à l'entrée de la vallée de Kitimat entre le fleuve Skeena et son affluent la rivière Lakelse.

## Trafic
En 2024, le trafic se fait essentiellement sur la ligne régulière Vancouver-Terrace. Prince George et Calgary bénéficient aussi d'une desserte régulière. Le nombre de voyageurs atteint 285 000, en 2023,.
| Compagnies           | Destinations                                       |
| -------------------- | -------------------------------------------------- |
| Air Canada Express   | Vancouver (A:1h20/R:1h35)                          |
| Central Mountain Air | Prince George (A:0h50/R:1h30)                      |
| WestJet Encore       | Calgary (A:2h10/R:2h40), Vancouver (A:1h20/R:1h35) |

| 2012    | 2013    | 2016    | 2017    | 2019    | 2021    | 2023    |
| ------- | ------- | ------- | ------- | ------- | ------- | ------- |
| 139 193 | 177 294 | 218 739 | 224 144 | 292 000 | 261 534 | 285 000 |

|                                                                |
| Avion de ligne moyen courrier Dash 8-300 de la compagnie Jazz. |

|                                                                                  |
| Avion de ligne moyen courrier Beechcraft 1900 de la compagnie North Cariboo Air. |

|                                  |
| Bombardier d'eau Conair Firecat. |

|                                                                  |
| Avion sanitaire provincial (British Columbia Ambulance Service). |

## Pistes
La piste principale 15/33, asphaltée mesure 2285 m de long pour 45 m de large. Elle est équipée d'un système d'approche lumineux ODALS (système d'approche lumineux omnidirectionnel) par le nord et SSALR (système d'approche lumineux de haute intensité, court et simplifié) par le sud ainsi que du système PAPI (indicateur de pente d'approche) dans les deux sens. La piste secondaire 03/21, asphaltée, mesure 1620 m de long pour 45 m de large. Le seuil de piste au nord-est est décalé de 243 m. Cette piste n'est pas équipée de balisage lumineux.

## Gouvernance
La Terrace-Kitimat Airport Society reprend la propriété de l'aéroport en 1999 à Transport Canada. Cette société comprend quatre membres : la cité de Terrace, la chambre de commerce de Kitimat, le district régional de Kitimat-Stikine ainsi que la chambre de commerce de Terrace et district. Le directoire de la société compte sept directeurs, dont quatre représentent directement chacun des propriétaires. La gestion quotidienne est déléguée par le directoire à un directeur opérationnel,.

## Histoire
Après l'attaque japonaise de Pearl Harbour en décembre 1941, le canada décide la construction de nouveaux aéroports militaires proches de la côte du Pacifique. Terrace est l'un des sites retenus. La construction débute fin 1942 pour se terminer en 1943. Deux escradrons s'y installent à l'automne alors que les installations sont incomplètes. Le premier escadron est composé de chasseurs mono-moteurs Hawker Hurricane tandis que le second comprend des bombardiers bimoteurs Ventura. L'aéroport comporte alors trois pistes en triangle de 1463 m chacune, avec une piste dans le sens des vents dominants. Deux hangars capables d'accueillir des DC 3, une tour de contrôle et des logements sont construits. Dès le printemps 1944, la menace japonaise s'éloignant, les deux unités sont retirées et l'aéroport ne sert plus qu'à titre d'escale,.
En 1946, l'aéroport passe sous l'administration civile du ministère des transports. L'activité chute et la maintenance est arrêtée durant l'hiver 1949. Dès cette année cependant Okanagan Helicopters utilise l'aéroport dans le cadre des missions de cartographie de la future ligne à haute tension entre Kémano et Kitimat. Avec la construction de la fonderie d'aluminium de Kitimat et la naissance de la ville nouvelle, en 1951, l'activité reprend significativement. En 1956, l'installation d'un balisage lumineux permet des atterrissages nocturnes. En 2003, l'aéroport est doté du système d'atterrissage aux instruments (ILS) permettant d'améliorer la sécurité des atterrissages par mauvais temps et de diminuer le nombre de vols annulés. Le terminal actuel date de 1967 avec des extensions importantes en 1995, 2008 et 2018,.